# Jobinia balslevii
Jobinia balslevii är en oleanderväxtart som först beskrevs av Morillo, och fick sitt nu gällande namn av W.D. Stevens. Jobinia balslevii ingår i släktet Jobinia och familjen oleanderväxter. Inga underarter finns listade i Catalogue of Life.